# Kenny Rocha Santos
Kenny Rocha Santos (São Vicente, 3 gennaio 2000) è un calciatore capoverdiano, centrocampista del Paris 13 Atletico.

## Caratteristiche tecniche
È un trequartista.

## Carriera

### Club
Cresciuto nelle giovanili del Saint-Étienne, ha esordito il 1º febbraio 2017 in un match di Coupe de France perso 3-0 contro l'Auxerre.

### Nazionale
Ha esordito con la nazionale capoverdiana il 14 novembre 2017 in un match perso 4-0 contro il Burkina Faso; è stato convocato per la Coppa delle nazioni africane 2021 e per la Coppa delle nazioni africane 2023.

## Statistiche

### Presenze e reti nei club
Statistiche aggiornate al 24 dicembre 2017.
| Stagione             | Squadra              | Campionato           | Campionato | Campionato | Coppe nazionali | Coppe nazionali | Coppe nazionali | Coppe continentali | Coppe continentali | Coppe continentali | Altre coppe | Altre coppe | Altre coppe | Totale | Totale | Totale |
| Stagione             | Squadra              | Comp                 | Pres       | Reti       | Comp            | Pres            | Reti            | Comp               | Pres               | Reti               | Comp        | Pres        | Reti        | Pres   | Reti   |        |
| -------------------- | -------------------- | -------------------- | ---------- | ---------- | --------------- | --------------- | --------------- | ------------------ | ------------------ | ------------------ | ----------- | ----------- | ----------- | ------ | ------ | ------ |
| 2016-2017            | Saint-Étienne        | L1                   | 3          | 0          | CF+CdL          | 1+0             | 0               |                    | -                  | -                  |             | -           | -           | 4      | 0      |        |
| 2017-2018            | Saint-Étienne        | L1                   | 0          | 0          | CF+CdL          | 0               | 0               |                    | -                  | -                  |             | -           | -           | 0      | 0      |        |
| 2018-2019            | Saint-Étienne        | L1                   | 1          | 0          | CF+CdL          | 1+0             | 1+0             |                    | -                  | -                  |             | -           | -           | 2      | 1      |        |
| Totale Saint-Etienne | Totale Saint-Etienne | Totale Saint-Etienne | 4          | 0          |                 | 2               | 1               |                    | -                  | -                  |             | -           | -           | 6      | 1      |        |
| 2019-2020            | Nancy                | L2                   | 26         | 0          | CF+CdL          | 0+3             | 0+0             |                    | -                  | -                  |             | -           | -           | 29     | 0      |        |
| 2020-2021            | Nancy                | L2                   | 35         | 6          | CF              | 1               | 0               |                    | -                  | -                  |             | -           | -           | 36     | 6      |        |
| Totale Nancy         | Totale Nancy         | Totale Nancy         | 51         | 6          |                 | 4               | 0               |                    | -                  | -                  |             | -           | -           | 55     | 6      |        |
| 2021-2022            | Ostenda              | D1                   | 11         | 0          | CB              | 2               | 0               |                    | -                  | -                  |             | -           | -           | 13     | 0      |        |
| Totale carriera      | Totale carriera      | Totale carriera      | 66         | 6          |                 | 8               | 1               |                    | -                  | -                  |             | -           | -           | 74     | 7      |        |

### Cronologia presenze e reti in nazionale
| Cronologia completa delle presenze e delle reti in nazionale ― Capo Verde | Cronologia completa delle presenze e delle reti in nazionale ― Capo Verde | Cronologia completa delle presenze e delle reti in nazionale ― Capo Verde | Cronologia completa delle presenze e delle reti in nazionale ― Capo Verde | Cronologia completa delle presenze e delle reti in nazionale ― Capo Verde | Cronologia completa delle presenze e delle reti in nazionale ― Capo Verde | Cronologia completa delle presenze e delle reti in nazionale ― Capo Verde | Cronologia completa delle presenze e delle reti in nazionale ― Capo Verde |
| Data                                                                      | Città                                                                     | In casa                                                                   | Risultato                                                                 | Ospiti                                                                    | Competizione                                                              | Reti                                                                      | Note                                                                      |
| ------------------------------------------------------------------------- | ------------------------------------------------------------------------- | ------------------------------------------------------------------------- | ------------------------------------------------------------------------- | ------------------------------------------------------------------------- | ------------------------------------------------------------------------- | ------------------------------------------------------------------------- | ------------------------------------------------------------------------- |
| 14-11-2017                                                                | Ouagadougou                                                               | Burkina Faso                                                              | 4 – 0                                                                     | Capo Verde                                                                | Qual. Mondiali 2018                                                       | -                                                                         | 74’                                                                       |
| 3-6-2018                                                                  | Cova de Piedade                                                           | Andorra                                                                   | 0 – 0                                                                     | Capo Verde                                                                | Amichevole                                                                | -                                                                         | 79’                                                                       |
| 10-10-2019                                                                | Fos-sur-Mer                                                               | Capo Verde                                                                | 2 – 1                                                                     | Togo                                                                      | Amichevole                                                                | -                                                                         | 46’                                                                       |
| 7-10-2020                                                                 | Andorra la Vella                                                          | Andorra                                                                   | 1 – 2                                                                     | Capo Verde                                                                | Amichevole                                                                | -                                                                         | 62’                                                                       |
| 8-6-2021                                                                  | Dakar                                                                     | Senegal                                                                   | 2 – 0                                                                     | Capo Verde                                                                | Amichevole                                                                | -                                                                         | 64’                                                                       |
| 1-9-2021                                                                  | Douala                                                                    | Rep. Centrafricana                                                        | 1 – 1                                                                     | Capo Verde                                                                | Qual. Mondiali 2022                                                       | -                                                                         | 5’ 75’                                                                    |
| 7-9-2021                                                                  | Praia                                                                     | Capo Verde                                                                | 1 – 2                                                                     | Nigeria                                                                   | Qual. Mondiali 2022                                                       | -                                                                         |                                                                           |
| 7-10-2021                                                                 | Accra                                                                     | Liberia                                                                   | 1 – 2                                                                     | Capo Verde                                                                | Qual. Mondiali 2022                                                       | -                                                                         |                                                                           |
| 10-10-2021                                                                | Praia                                                                     | Capo Verde                                                                | 1 – 0                                                                     | Liberia                                                                   | Qual. Mondiali 2022                                                       | -                                                                         | 60’                                                                       |
| 13-11-2021                                                                | Mindelo                                                                   | Capo Verde                                                                | 2 – 1                                                                     | Rep. Centrafricana                                                        | Qual. Mondiali 2022                                                       | -                                                                         |                                                                           |
| 16-11-2021                                                                | Lagos                                                                     | Nigeria                                                                   | 1 – 1                                                                     | Capo Verde                                                                | Qual. Mondiali 2022                                                       | -                                                                         | 66’                                                                       |
| 9-1-2022                                                                  | Yaoundé                                                                   | Etiopia                                                                   | 0 – 1                                                                     | Capo Verde                                                                | Coppa d'Africa 2021 - 1º turno                                            | -                                                                         |                                                                           |
| 13-1-2022                                                                 | Yaoundé                                                                   | Capo Verde                                                                | 0 – 1                                                                     | Burkina Faso                                                              | Coppa d'Africa 2021 - 1º turno                                            | -                                                                         |                                                                           |
| 17-1-2022                                                                 | Yaoundé                                                                   | Capo Verde                                                                | 1 – 1                                                                     | Camerun                                                                   | Coppa d'Africa 2021 - 1º turno                                            | -                                                                         | 78’                                                                       |
| 25-1-2022                                                                 | Bafoussam                                                                 | Senegal                                                                   | 2 – 0                                                                     | Capo Verde                                                                | Coppa d'Africa 2021 - Ottavi di finale                                    | -                                                                         | 75’                                                                       |
| 23-3-2022                                                                 | Orléans                                                                   | Guadalupa                                                                 | 0 – 2                                                                     | Capo Verde                                                                | Amichevole                                                                | -                                                                         | 62’                                                                       |
| 25-3-2022                                                                 | Murcia                                                                    | Liechtenstein                                                             | 0 – 6                                                                     | Capo Verde                                                                | Amichevole                                                                | -                                                                         |                                                                           |
| 28-3-2022                                                                 | Murcia                                                                    | San Marino                                                                | 0 – 2                                                                     | Capo Verde                                                                | Amichevole                                                                | 1                                                                         |                                                                           |
| 3-6-2022                                                                  | Marrakech                                                                 | Burkina Faso                                                              | 2 – 0                                                                     | Capo Verde                                                                | Qual. Coppa d'Africa 2023                                                 | -                                                                         | 64’                                                                       |
| 7-6-2022                                                                  | Marrakech                                                                 | Capo Verde                                                                | 2 – 0                                                                     | Togo                                                                      | Qual. Coppa d'Africa 2023                                                 | -                                                                         | 64’                                                                       |
| 23-9-2022                                                                 | Riffa                                                                     | Bahrein                                                                   | 1 – 2                                                                     | Capo Verde                                                                | Amichevole                                                                | -                                                                         |                                                                           |
| 10-9-2023                                                                 | Lomé                                                                      | Togo                                                                      | 3 – 2                                                                     | Capo Verde                                                                | Qual. Coppa d'Africa 2023                                                 | -                                                                         | 68’                                                                       |
| 12-10-2023                                                                | Costantina                                                                | Algeria                                                                   | 5 – 1                                                                     | Capo Verde                                                                | Amichevole                                                                | -                                                                         | 66’                                                                       |
| 17-10-2023                                                                | Fos-sur-Mer                                                               | Capo Verde                                                                | 1 – 2                                                                     | Comore                                                                    | Amichevole                                                                | 1                                                                         |                                                                           |
| 21-11-2023                                                                | Mbombela                                                                  | eSwatini                                                                  | 0 – 2                                                                     | Capo Verde                                                                | Qual. Mondiali 2026                                                       | -                                                                         | 61’                                                                       |
| 14-1-2024                                                                 | Abidjan                                                                   | Ghana                                                                     | 1 – 2                                                                     | Capo Verde                                                                | Coppa d'Africa 2023 - 1º turno                                            | -                                                                         | 68’ 74’                                                                   |
| 19-1-2024                                                                 | Abidjan                                                                   | Capo Verde                                                                | 3 – 0                                                                     | Mozambico                                                                 | Coppa d'Africa 2023 - 1º turno                                            | -                                                                         | 80’                                                                       |
| 22-1-2024                                                                 | Abidjan                                                                   | Capo Verde                                                                | 2 – 2                                                                     | Egitto                                                                    | Coppa d'Africa 2023 - 1º turno                                            | -                                                                         |                                                                           |
| 29-1-2024                                                                 | Abidjan                                                                   | Capo Verde                                                                | 1 – 0                                                                     | Mauritania                                                                | Coppa d'Africa 2023 - Ottavi di finale                                    | -                                                                         | 71’                                                                       |
| 3-2-2024                                                                  | Yamoussoukro                                                              | Capo Verde                                                                | 0 – 0 dts (1 – 2 dtr)                                                     | Sudafrica                                                                 | Coppa d'Africa 2023 - Quarti di finale                                    | -                                                                         | 119’                                                                      |
| Totale                                                                    |                                                                           | Presenze                                                                  | 30                                                                        |                                                                           | Reti                                                                      | 2                                                                         |                                                                           |